# Kamyzyaksky (huyện)
Huyện Kamyzyaksky (tiếng Nga: Камызякский райо́н) là một huyện hành chính tự quản (raion), của Tỉnh Astrakhan, Nga. Huyện có diện tích 2891 km², dân số thời điểm ngày 1 tháng 1 năm 2000 là 51100 người. Trung tâm của huyện đóng ở Kamyzyak.